# Cricula javana
Cricula javana är en fjärilsart som beskrevs av Watson 1913. Cricula javana ingår i släktet Cricula och familjen påfågelsspinnare. Inga underarter finns listade i Catalogue of Life.